# ألييسون براون
ألييسون براون (بالإنجليزية: Allyson Brown)‏ هي مغنية وممثلة بريطانية، ولدت في عقد 1980 في إنجلترا في المملكة المتحدة.

## وصلات خارجية
- ألييسون براون على موقع IMDb (الإنجليزية)